# 이정환 (1919년)
이정환(李廷煥, 1919년 11월 13일~2008년 8월 13일)은 대한민국의 경제학자이자 은행가, 기업인, 정치인이다.
부산대학교와 연세대학교 교수 및 한국은행 총재직을 거쳐 대한민국의 제18대 재무부 장관을 역임했으며, 이후 한국산업은행 총재, 금호석유화학 회장 등을 역임했다.